# تقييم المخاطر الاحتمالية

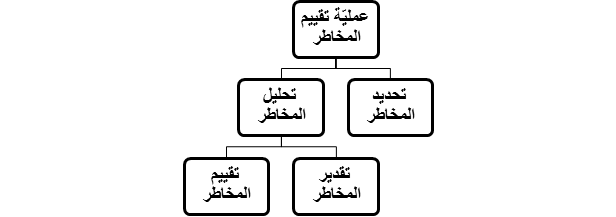
خطوات عملية تقييم المخاطر

تقييم المخاطر الاحتمالية (PRA) هو منهجية شاملة لتقييم المخاطر المرتبطة بكيان تقني معقد هندسيًا (مثل طائرة أو محطة طاقة نووية) أو تأثيرات الضغوط على البيئة. حيث يتم تعريف المخاطر في تحليل مخاطر الآفات على أنها نتيجة ضارة مجدية لنشاط أو إجراء.

## التقييم
في تقييم المخاطر الاحتمالية، يتسم الخطر بنقتطين:
- حجم (شدة) العواقب السلبية المحتملة.
- احتمال (احتمالية) حدوث كل نتيجة.

يتم التعبير عن العواقب عدديًا (على سبيل المثال عدد الأشخاص المحتمل تعرضهم للإصابة أو القتل) ويتم التعبير عن احتمالية حدوثها في صورة احتمالات أو تكرارات (أي عدد مرات الحدوث أو احتمالية الحدوث لكل وحدة زمنية).إجمالي المخاطر هو الخسارة المتوقعة: مجموع نواتج العواقب مضروبًا في احتمالاتها.

## المخاطر
يعد نطاق المخاطر عبر فئات الأحداث مصدر قلق، وعادة ما يتم التحكم بها في عمليات الترخيص - سيكون من المثير للقلق إذا تم العثور على أحداث نادرة ولكنها ذات عواقب عالية تهيمن على المخاطر الإجمالية، لا سيما وأن تقييمات المخاطر هذه حساسة للغاية للافتراضات (ما مدى ندرة حدوث عواقب عالية).

## التقييم
عادةً ما يجيب تقييم المخاطر الاحتمالية على ثلاثة أسئلة أساسية:
- ما الخطأ الذي يمكن أن يحدث في الكيان التكنولوجي المدروس أو الضغوطات، أو ماهي الأحداث الخطرة (أحداث الخطر غير المرغوب فيها) التي تؤدي إلى عواقب سلبية؟
- ما مدى خطورة الأضرار المحتملة، أو العواقب السلبية التي قد يتعرض لها الكيان التكنولوجي (أو النظام البيئي) نتيجة لحدوث الخطر؟
- ما مدى احتمالية حدوث هذه العواقب غير المرغوب فيها، أو ما هي احتمالاتها أو تكراراتها؟

هناك طريقتان شائعتان للإجابة على السؤال الأخير هما تحليل شجرة الأحداث وتحليل شجرة الأخطاء (هندسة السلامة). بالإضافة إلى الأساليب المذكورة أعلاه، تتطلب دراسات تقييم المخاطر الاحتمالية أدوات تحليل خاصة ولكنها مهمة جدًا في كثير من الأحيان مثل تحليل الموثوقية البشرية(HRA) وتحليل السبب المشترك للفشل (CCF). يتعامل تحليل الموثوقية البشرية مع طرق نمذجة الخطأ البشري بينما يتعامل تحليل السبب المشترك للفشل مع طرق تقييم تأثير التبعيات بين الأنظمة وداخل النظام والتي تميل إلى التسبب في فشل متزامن وبالتالي زيادة كبيرة في المخاطر الإجمالية.

## روابط خارجية
- PRA Software used by the U.S. Department of Energy, Nuclear Regulatory Commission, and NASA
- Stamatelatos، Michael (5 أبريل 2000). "Probabilistic Risk Assessment: What Is It And Why Is It Worth Performing It?" (PDF). مؤرشف من الأصل (PDF) في 2006-03-14.
- Industry PRA software (CAFTA)
- A collection of links to free publications on PRA نسخة محفوظة 9 نوفمبر 2021 على موقع واي باك مشين.
- PRA software RiskSpectrum